# CCL4
A C–C motívumú kemokinligandum 4 (röviden CCL4), más néven makrofág-gyulladásfehérje 1β (MIP-1β) a CCL4 gén által kódolt fehérje. A CCL4 a 17q11–q21 kromoszomális rész génjei közé tartozik. 1990-ben azonosították és lokalizálták a 17. kromoszómán, de már 1988-ban felfedezték a MIP-1-et endotoxinstimulált egérmakrofágok szupernatánsaiban. Ekkor MIP-1-nek nevezték gyulladásban játszott szerepe miatt.
A CCL4 a CC kemokinek közé tartozó citokin. Mitogén jelekkel történik szekréciója, így a természetes ölősejtek, monociták és számos más immunsejt kemoattraktora sérült vagy gyulladásos szövetben.

## Genomika
A CCL4-et és sok más CC kemokint a 17q11–21 közt egyetlen gén kódol. 3 exonból és 2 intronból áll e gén, köztük 14 kb van, és fejközi elrendezésben vannak. A MIP-1-gének 3 nem transzlált génrészek vannak egy poliadenilációs hellyel (AATAAA) és több AT-gazdag szekvenciával. Prekurzora és az érett CCL4 fehérje is 92 aminosavból áll. Előrejelzett molekulatömege 7814,8 Da N-kapcsolt glikozilációs hely nélkül más MIP-1-fehérjékhez hasonlóan.

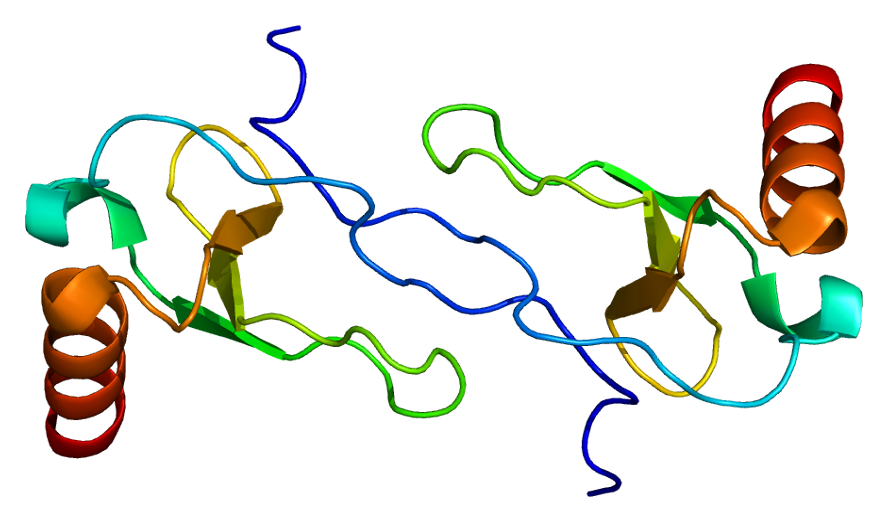
A CCL4 fehérje szerkezete

## Molekulaszerkezet
A CCL4 szimmetrikus homodimerként elrendezett 8–10 kDa-os polipeptid.
A másodlagos szerkezetben lévő háromszálú antipárhuzamos redőből álló monomerek görögkulcs-szerkezetet alkotnak, tetején α-hélixszel. Az N-terminus hosszú kör, melyet 4 aminosavas helikális forduló követ. A homodimer nyújtott globuláris és hengeres fehérje, mérete 56 Å × 30 Å × 26 Å, szemben a monomerével, mely az IL-8-hoz hasonlít.
A CCL4 és más MIP-1-ek önaggregációra hajlamosak. Ez reverzibilis, dinamikus és kemokinkoncentráció-függő folyamat.
A MIP-1α és MIP-1β CC-kemokincsaládok megkülönböztetését eleinte aszerint határozták meg, hogy az első 2 cisztein közt 1 aminosav van-e (α) vagy szomszédosak (β). A harmadlagos szerkezetet heteronukleáris mágneses rezonanciával (NMR) határozták meg.
E kemokin fordítottan arányos a miRNS-125b-vel. A CCL4-koncentráció a korral nő, mely krónikus gyulladást és májkárosodást okozhat.

## Funkció
A CCL4 gyulladás, sérülés vagy más dinamikus folyamat, például angiogenezis során termelt kemokin, mely immunsejteket vonz, ahol áthaladnak az ér endotéliumán a perifériás szövetbe.

### CCL4-termelés
A CCL4-et monociták, B-sejtek, T-sejtek, NK-sejtek, dendritikus sejtek, neutrofilek, fibroblasztok, endotél sejtek (például vascularissimaizom-sejtek, agymikroér-endotélsejtek, magzati mikroglia) és epitél sejtek expresszálják.
- A monociták sok CCL4-et termelnek LPS vagy IL-7 hatására, termelésüket az IL-4 ezt csökkenti.[14]
- A T- és B-sejtek az Ag-receptor (BCR) aktiválására CCL4-gyel válaszolnak.[15]
- Az NK-sejtek IL-2-vel vagy fiziológiás aktivációs jelek, például lízis hatására termelnek CCL4-et. Fontos CC-kemokin-források lehetnek, és megakadályozhatják a HIV-fertőzést a HIV-1-vírus replikációját gátolva a CCR5 CD4+-sejtekbe lépéshez használt koreceptorkénti alkalmazását akadályozva.[16]
- A dendritikus sejtek LPS, TNFα vagy CD40 általi stimuláció esetén termelnek kemokineket. Érésük eltérő hatással van a kemokinreceptorok működésére: a CCR1-et és CCR5-öt csökkenti, a CCR7-et stimulálja. A kemokintermelés a dendritikus sejteknek lehetővé teszi vándorlásuk szabályzását és más sejtek aktiválását.[17]
- A neutrofilek IFNγ jelenlétében termelnek CCL4-et, ezt gátolja az IL-10.[18]
- Az endotél sejtek LPS, TNFα, IFN- vagy IL-1 általi stimuláció esetén termelnek CCL4-et.[19]

A CCL4 a CD8+ T-sejtek által termelt fontos HIV-szupresszor.
Az alacsony perforintartalmú memória CD8+ T-sejtek MIP-1β-t termelnek.
A CCL4 növeli a preoszteoklasztok vándorlását és életképességét, receptorának, a CCR5 RANKL-indukált csökkenése erősíti az oszteoklasztogenezist. Azonban a RANKL-indukált oszteoklasztogenezist nem erősíti a CCL4.

## Klinikai jelentőség
A CCL4 feltehetően szerepet játszhat a cukorbetegségben, az atherosclerosisban és a laphámsejtes szájrákban.

## Kölcsönhatások
A CCL4 kölcsönhat a CCL3-mal, és a CCR5 és CCR8 G-protein-kapcsolt receptorokhoz köt.

## Fordítás
Ez a szócikk részben vagy egészben  a   CCL4 című angol Wikipédia-szócikk ezen változatának fordításán alapul.  Az eredeti cikk szerkesztőit annak laptörténete sorolja fel. Ez a jelzés csupán a megfogalmazás eredetét és a szerzői jogokat jelzi, nem szolgál a cikkben szereplő információk forrásmegjelöléseként.